# Prêmio Rock Show
O Prêmio Rock Show foi criado em 2009, para homenagear os destaques do rock no Brasil.

## História
Após a primeira edição em 2009, o Prêmio Rock Show evoluiu, tornando-se a maior premiação do rock nacional e um dos maiores prêmios da música independente no Brasil.

## Edições
Os nomes dos vencedores estão em negrito.

### 2010
A segunda edição do Prêmio Rock Show ocorreu no dia 26 de novembro de 2010, na Capital Disco. O evento foi dividido em 11 categorias:
| Categoria                     | Vencedor             | Indicados                                              |
| ----------------------------- | -------------------- | ------------------------------------------------------ |
| Prêmio Rock Show 2010         | Charlie Brown Jr.    |                                                        |
| Show do Ano                   | Gloria               |                                                        |
| Álbum do Ano                  | Fresno — Revanche    |                                                        |
| Melhor DVD                    | Cine — As Cores      |                                                        |
| Hit do Ano                    | IZI — Primeiro Beijo |                                                        |
| Videoclipe do Ano             | Strike — A Tendência |                                                        |
| Banda do Ano, Revelação e Pop | Kamikazze            |                                                        |
| Rock                          | Of Side              |                                                        |
| Fora do Eixo                  | Volk                 | - Acne - Believe - Mash - Maybe - Ponto Zero - Quarter |
| Som Original                  | Paper Five           |                                                        |
| Melhor Fotógrafo              | Marcela Sanches      |                                                        |

### 2011
A terceira edição do Prêmio Rock Show ocorreu no dia 25 de novembro de 2011, na Capital Disco. O evento foi dividido em 12 categorias regionais, cuja escolha dos vencedores era realizada por meio de voto popular na página do Facebook da produtora Rock Show, e outras 11 categorias nacionais definidas por um júri técnico formado por jornalistas e músicos:
Júri técnico
| Categoria             | Vencedor                       | Indicados |
| --------------------- | ------------------------------ | --------- |
| Prêmio Rock Show 2011 | Garage Fuzz                    |           |
| Show do Ano           | Fresno                         |           |
| Metal                 | Shadowside                     |           |
| Álbum do Ano          | Forfun — Alegria Compartilhada |           |
| Melhor DVD            | NX Zero                        |           |
| Hit do Ano            | Aliados                        |           |
| Hardcore Brasil       | Rancore                        |           |
| Artista do Ano        | Gloria                         |           |
| Hip Hop               | Conexão Baixada                |           |
| Programa de TV        | Acesso MTV (MTV Brasil)        |           |
| Programa de Rádio     | Na Balada (Jovem Pan FM)       |           |

Voto popular
| Categoria           | Vencedor        | Indicados |
| ------------------- | --------------- | --- |
| Banda Pop           | Garnet          | - Boneca de Vidro - Brix - Fifthin - Kamikazze - Luvia - Rockers - Suite Presidencial                            |
| Banda Rock          | Rocka           | - Alone in My Horizon - Lasivia - Matra - Parker - Sinatra - Sinera - The Bombers                                |
| HC 013              | Bayside Kings   | - Artany - Blackjaw - Flann - Flat Fun - Like a Texas Murder - Maguila - Rubbermader Ducks - Sonar - Soulmate    |
| Fora do Eixo        | Summer          | - Adams - Believe - December - Gritos de Paz - Muziki - Sonni - UPSKY                                            |
| Rede Social         | Cena da Baixada | - Ambiente Musical - Aos Cubos - Daily HC - HCNOAR - Rock Press - Santos Rock - Zona Punk                        |
| Independente Brasil | Replace         | - Agnela - Dance of Days - December - Depois do Fim - Dois - F292 - Fake Number - Hateen - IZI - RSigma - Volk   |
| Videoclipe do Ano   | Matra           | - Avéra Jam - Blackjaw - Di Clock - Kamikazze - Maguila - Panorama - Rocka - Rockers - Tri - Vinci - Zebra Zebra |
| Noite Santista      | Selo Nacional   | - Carlos Bronson - General Tequila - Koala Joe - Max Soul - Musirama - Naidê - Via Rock                          |
| Girls Power         | IZI             | - Agnela - Boneca de Vidro - Carox - Depois do Fim - Fake Number - Lipstick - Muzik                              |
| Revelação           | Panorama        | - Blackjaw - Brix - Carox - Dois - F292 - Rumo - Summer                                                          |
| Som Original        | Avéra Jam       | - Analisando Sara - Avéra Jam - Dois - Projeto VAPPA - R.Sigma - Tri - Zebra Zebra                               |
| Banda do Ano        | F292 Garnet     | - Guns N' Roses - NX Zero - Paramore                                                                             |

### 2012
A quarta edição do Prêmio Rock Show ocorreu no dia 23 de novembro de 2012, na Capital Disco. O número de categorias regionais subiu para 13 e os vencedores foram definidos por voto popular através do site oficial da produtora Rock Show. As 11 categorias nacionais foram definidas por um júri técnico formado por jornalistas e músicos:
Júri técnico
| Categoria          | Vencedor                 | Indicados |
| ------------------ | ------------------------ | --------- |
| Festival Rock Show | Iuhuless                 |           |
| Show do Ano        | NX Zero                  |           |
| Álbum do Ano       | Gloria                   |           |
| Melhor DVD         | Sugar Kane               |           |
| Hit do Ano         | Strike — Fluxo Perfeito  |           |
| Hardcore Brasil    | Dead Fish                |           |
| Artista do Ano     | Rancore                  |           |
| Melhor Videoclipe  | Fresno                   |           |
| Hip Hop            | Projota                  |           |
| Programa de TV     | Rocka Rolla (MTV Brasil) |           |
| Programa de Rádio  | 90 Minutos (Kiss FM)     |           |

Voto popular
| Categoria           | Vencedor            | Indicados |
| ------------------- | ------------------- | --- |
| Banda Pop           | Brix                | - LongBitch - Austin - Fixer - Zero Hora - Rumo                                                                                                |
| Banda Rock          | Erodelia            | - Audio Local - Bomba Sônica - Fronk - Parelio - Ressaca Vermelha - Sinera - Suíte Presidencial                                                |
| HC 013              | Bayside Kings       | - Artany - Deadly Addiction - Depois da Tempestade - Flat Fun - Same Flann Choice                                                              |
| Fora do Eixo        | Maré                | - Adams - Nohaw - Jamirulus - Mahalo - Muziki - Only - Onze:20 - TM-4                                                                          |
| Rede Social         | Cena da Baixada     | - Blog n' Roll - Comunidade do Rock - HCNOAR - K0Beat - Punknet                                                                                |
| Independente Brasil | Tri                 | - Caps Lock - December - Depois do Fim - Esteban - Fake Number - Gritos de Paz - IZI - Mecanika - Replace - Supercombo - Summer - Tópaz - Volk |
| Videoclipe do Ano   | Zebra Zebra         | - Analisando Sara - Alva - Brix - Freeside - Iuhuless - Mecanika - Slide                                                                       |
| Banda Gospel        | Alva                | - 4U Jesus - Bálsamo - Sete - SXCX Santa Cruz - Triunfo                                                                                        |
| Instrumentista      | Gee Rocha (NX Zero) | - Bruno Graveto (Charlie Brown Jr.) - Marcelinho (Strike) - Tavares (Esteban)                                                                  |
| Revelação           | Freeside            | - Acesso - Iuhuless - Rainha Stela - Suíte Presidencial - Vaice - Vivendo do Ócio                                                              |
| Som Original        | Analisando Sara     | - La California - Luvia - Moscou - Rainha Stela - Zebra Zebra                                                                                  |
| Promessa            | ADAS                | - Animalycca - Cultura Rock - Glock - Hey Valentine - Let Me Try - The Angles - The Carrys                                                     |
| Banda do Ano        | Rancore             | |

### 2013
A quinta edição do Prêmio Rock Show ocorreu no dia 14 de novembro de 2013, na Capital Disco. Nesta edição, o número de categorias com vencedores escolhidos pelo júri técnico (renomeadas como Nível Brasil) aumentou, enquanto o do voto popular foi reduzido. A banda Charlie Brown Jr. recebeu o prêmio especial Homenagem Rock Show:
Júri técnico
| Categoria          | Vencedor                                | Indicados |
| ------------------ | --------------------------------------- | --------- |
| Prêmio Rock Show   | NX Zero                                 |           |
| Show do Ano        | Gloria                                  |           |
| Álbum do Ano       | Conexão Baixada — Pra Que Lutar em Vão  |           |
| Melhor DVD         | Forfun — Forfun ao Vivo no Circo Voador |           |
| Hit do Ano         | NX Zero — Ligação                       |           |
| Artista do Ano     | Strike                                  |           |
| Melhor Videoclipe  | Aliados — Esperança                     |           |
| Revelação          | Onze:20                                 |           |
| Metal              | Detonator e as Musas do Metal           |           |
| Hip Hop            | Emicida                                 |           |
| Banda Independente | Scracho                                 |           |
| Som Original       | Rancore                                 |           |
| Vocal              | Lucas Silveira (Fresno)                 |           |
| Guitarra           | Leandro Ramajo (Conexão Baixada)        |           |
| Baixo              | Heitor Gomes (CPM 22)                   |           |
| Bateria            | Pinguim                                 |           |
| Programa de TV     | Pânico na Band (Bandeirantes)           |           |
| Programa de Rádio  | O Rebu (102 a Rádio Rock)               |           |

Voto popular
| Categoria         | Vencedor          | Indicados |
| ----------------- | ----------------- | --- |
| Melhor Show       | Analisando Sara   | - Audio Local - Bayside Kings - Erodelia - Iuhuless - Luvia - Of Side - Padres                                                                      |
| Banda Rock        | Erodelia          | - Audio Local - A Última Teoria - Bad Cookies - Bayside Kings - Extrema - On Pesticide - Project 46 - Sinera - Velho Jango                          |
| Hip Hop           | Freeside          | - Los Treze's - Maltrapilhos - Mafia Zen - Mendez - Underdogz - Usrec - Vida                                                                        |
| Artista do Ano    | Bayside Kings     | - Analisando Sara - Erodelia - Freeside - Iuhuless - Nohaw - Of Side - Velho Jango                                                                  |
| Rede Social       | Rock de Verdade   | - Blog n' Roll - Cena da Baixada - Comunidade Do Rock - Punknet - Zona Punk                                                                         |
| Disco do Ano      | Zimbra            | - Bayside Kings - Jerseys - Martin - Mecanika - Of Side - Sinatra - Zebra Zebra                                                                     |
| Videoclipe do Ano | Maori             | - Adelaide - Analisando Sara - Depois do Fim - Flat Fun - Freeside - Mahalo - Maori - Of Side - Same Flann Choice - Summer - Timeless - Zebra Zebra |
| Estúdio Ao Vivo   | Estúdio Showlivre | - Estúdio RS - Studio 62 |
| Revelação         | Radio:Vinte       | - Adelaide - Audio Local - La California - Luvia - Maori - Martin - Timeless                                                                        |
| Promessa          | Canal 8           | - Angles - Arcade - Arthaz - Austin - Billy Shears - Fivejam - Let Me Try - Milenia - Reles Reliquias - Rotten Apple - The Last Weekend             |
| Melhor Websérie   | HCNOAR            | - Arte Urbana - Pop Stilo - Putz Grila |

### 2014
Em 2014 ocorreu a 6ª edição do prêmio, tendo como vencedor a banda Malta. Também conquistaram o prêmio:
- O Rappa - categoria Hit do Ano, com a música “Anjos"
- Detonautas - categoria Artista Rock
- Charlie Brown Jr conquistou o prêmio de Disco do Ano, como o álbum La Família 013

Participaram do evento, Strike, Scracho, Gloria, NX Zero, Aliados, Capital Inicial e Pitty.